# The House of Blue Light
The House of Blue Light dvanaesti je studijski album britanskog hard rock sastava Deep Purple, kojeg u Americi 1987. godine objavljuje diskografska kuća 'Mercury Records', a u Velikoj Britaniji 'Polydor'. Ovo je drugi album nanovo okupljene postave MK II.
Stvaranje materijala za album bio je dug i vrlo težak proces, a prema riječima Ritchia Blackmorea, snimke su dosta puta obrađivali te nanovo snimali. Ian Gillan je obratio pažnju na razmirice među članovima sastava, a koje su se mogla odraziti na album: "Moje viđenje albuma House Of Blue Light, je da ima dobrih skladbi na tom albumu, ali kada se gleda u cjelini postoji nešto što fali na njemu. Nikako se ne može osjetiti 'duh' sastava ili čuti najbolji rad pet profesionalaca, to je kao kada nogometna reprezentacija ne funkcionira. Isto kao da njih jedanaest super zvijezda svira na istom terenu ali nisu povezani u srcu ili duhu.".
Nekoliko skladbi s LP-a, kraća je verzija od one na originalnom CD izdanju iz 1987. godine. U remaster CD izdanju iz 1999., koriste se originalne vinil snimke, i vrijeme izvođenja kraće je od verzije originalnog CD-a. 

## Popis pjesama
Sve pjesme napisali su Ritchie Blackmore, Ian Gillan i Roger Glover, osim gdje je drugačije naznačeno.
1. "Bad Attitude"  (Blackmore, Gillan, Glover, Jon Lord) – 4:43 (5:04 originalno izdanje)
2. "The Unwritten Law" (Blackmore, Gillan, Glover, Ian Paice) – 4:34 (4:54 originalno izdanje)
3. "Call of the Wild" (Gillan, Blackmore, Glover, Lord) – 4:50 (4:48 originalno izdanje)
4. "Mad Dog" – 4:29 (4:36 originalno izdanje)
5. "Black and White" (Blackmore, Gillan, Glover, Lord) – 3:39 (4:39 originalno izdanje)
6. "Hard Lovin' Woman" – 3:24 (3:25 originalno izdanje)
7. "The Spanish Archer" – 4:56 (5:32 originalno izdanje)
8. "Strangeways" – 5:56 (7:35 originalno izdanje)
9. "Mitzi Dupree" – 5:03 (5:05 originalno izdanje)
10. "Dead or Alive" – 4:42 (5:01 originalno izdanje)

## Izvođači
- Ritchie Blackmore - gitara
- Ian Gillan - vokal, konge, usna harmonika
- Roger Glover - bas-gitara, sintisajzer
- Jon Lord - orgulje, klavijature
- Ian Paice - bubnjevi

### Produkcija
- Producent - Roger Glover i Deep Purple
- Projekcija - Nick Blagona

## Vanjske poveznice
- Discogs.com - Deep Purple - The House Of Blue Light